# SACLOS
El sistema SACLOS (del inglés: Semi-automatic command to line of sight), es una de las formas de dotar a un misil de un sistema de guía de navegación. En el sistema SACLOS, el operador ha de estar apuntando continuamente su mira al objetivo mientras el misil está en vuelo. Los sistemas electrónicos luego ayudarán en la guía del misil hacia el blanco y/o el misil se guiará por lo que sus sistemas de a bordo le indiquen en su trayecto. Los sistemas SACLOS comúnmente trabajan bajo el uso de uno de estos métodos: Sistema de guiado por cable, sistema de guiado por ondas de radio, o mediante faro-guía.

## Funcionamiento de los sistemas SACLOS de radio-guía y guía con cable
Con el sistema de guía mediante cable y/o radio-guía SACLOS, el aparato de miras puede calcular la diferencia angular en dirección de la posición del misil en dirección a la ubicación del blanco. Este le puede brindar una guía electrónica al misil que le sirve para corregir en su vuelo al misil en su trayectoria para evitar su desviación, originada por la desviación de la mira utilizada para conducir el misil hacia el blanco. La mayoría de los sistemas de misiles guiados mediante sistemas SACLOS, tales como el MILAN y el TOW utilizan una luz estroboscópica o una bengala (que actúan como una guía visible, en el espectro de luz infra-roja (IR) o ultravioleta (UV)) en la cola del misil con un sensor apropiado apostado en el artefacto de tiro, lo que permite al operador rastrear el misil en su trayectoria.
La estación de tiro incorpora un sistema de monitoreo mediante una cámara con dos lentes. Una amplia variedad de tomas del campo de tiro seleccionado o de otros "lentes" le permiten al misil localizar y "ajustar" el impacto del misil tan cerca del objetivo como le sea posible, usando como guía de tiro las indicaciones proporcionadas por la mira del tirador inmediatamente tras su lanzamiento, tras lo que la guía; mediante sistemas de visión cercana con aumento automático, le permiten hacer a la trayectoria del misil los ajustes de trayectoria más finos al final. 
En muchas de las configuraciones, las cámaras de visión cercana usan sistemas electrónicos que convierten el punto brillante de la mira en el objetivo -usando para ello la luz de la frecuencia que sea que emita el misil- tras lo que dicha luz se convierte en un simple impulso eléctrico. Éste impulso se convierte en el misil en el blanco inmediatamente, y el mismo deja el centro del objetivo como tal, dejando que los sistemas electrónicos automáticamente apliquen las instrucciones correctivas que redirijan y hagan que cambien al misil al blanco realmente apuntado con el dispositivo guía, re-apuntando literalmente el misil; de ser necesario.
Dichas instrucciones son suministradas mediante una guía de alambre y/o radioelectrónicamente. Los enlaces de radio son susceptibles de ser interferibles, y los de guiado mediante cables tienen la desventaja de estar limitados al largo del cable y/o a la elaboración del mismo (su grado de fragilidad, resistencia, entre otros) que no le permiten el ser usados para penetrar blancos altamente blindados, o situados en bosques y/o selvas, o el usarlos en entornos urbanos densamente poblados y construidos. Además, los cables dejan un rastro tras de sí, por lo que la posición del tirador puede ser descubierta, pudiendo delatar la ubicación del usuario y hacer que quede situado como "blanco fácil".
Ejemplos
- Guiados por cable: 9K11 Malyutka (versión C y posteriores), MILAN, Swingfire, AT-4 Spigot, AT-5 Spandrel, AT-7 Saxhorn, BGM-71 TOW, Bumbar, ENTAC, SS.11
- Guiados por radio: ASM-N-2 Bat, 9K33, Javelin

## Funcionamiento de los sistemas SACLOS de guiado lumínico
Con los sistemas SACLOS de guía lumínica, los artefactos de puntería emiten una señal unidireccional con la que se ha de marcar al objetivo. Un detector en la cola del misil siempre se enfoca hacia la señal lumínica, y los demás cálculos de dirección corresponden en su mayoría a los sistemas electrónicos de a bordo en el misil, luego de haber centrado y recibido la señal lumínica.
Se diferencia notablemente de los sistemas de guía SARH (sistema de guiado por radar semiactivo) y del sistema que emplea un designador SALH (sistema de guiado por láser semiactivo) en el cual el objetivo es marcado por un designador láser, y donde el sensor situado en la cabeza del misil, es guiado directamente hasta el objetivo que previamente ha sido marcado por el designador láser.
Los sistemas de Radar fueron la forma más común de darle señales a los sistemas SACLOS, ya que en el caso de usarse como medio medio antiaéreo el objetivo es, típicamente; "iluminado" mediante una señal de radar. La mayoría de misiles de tipo antiaéreo siguen la ruta directamente hacia el blanco, sin "recorrer" algún destello lumínico que le indique la dirección. Ahora, sistemas más sofisticados usan designadores del tipo luz láser por ser estos más compactos, indiferentes a operaciones a largas distancias, y a que son indiferentes al ser atacados por sistemas de contramedidas electrónicas y a ser detectados.
Esta es también una de las ventajas de los sistemas de guía SALH: ya que el aparato de detección del láser funciona a bajas frecuencias y no requiere ser apuntado inmediatamente al objetivo, y a causa de que el sensor del misil "mira" tras de si, el sistema entero es inmodificable y/o ininterceptable por la mayoría de aparatos de irrupción de señales electrónicas. Otra de sus ventajas en el uso contra tanques es que al realizar su rastreo en reverso no interfiere con el proceso de formación del jet de la carga de tipo HEAT, con lo que se maximiza su efectividad. 
Una de sus desventajas es que no permiten un ataque por encima del blanco designado, ya que la "iluminación" del mismo debe hacerse de forma que no sea diferente y disperse la fuente de luz del lanzador, así que la elección entre estos dos modos de operación puede variar de acuerdo a la instrucción recibida por parte del operario del medio. 
La mayor desventaja de los sistemas SACLOS en su rol antiblindaje es que, al trabajar sobre la base de diferencias angulares, no se le permite tener una mayor separación entre el sistema de guía y la lanzadera del misil, en contraposición a lo visto en los sistemas MCLOS anteriores, cuyas versiones actualizadas (notablemente el Malyutka) de dichas armas antiblindaje le permiten seguir estando en servicio en diferentes países.
Ejemplos
- 9M133 Kornet
- 9M119 Svir
- ZT3 Ingwe
- Shershen
- MSS-1.2
- Starstreak
- RBS-70